# Машина двойного питания
Машина двойного питания — конструктивно это асинхронная машина с фазным ротором, имеющая раздельное питание обмоток статора и ротора, при этом сумма (разность) частот тока питания кратна частоте вращения вала. Например: если обмотка статора двигателя запитана частотой 50 Гц, а обмотка фазного ротора — частотой 10 Гц, то частота вращения (при двухполюсных обмотках) ротора может быть, в зависимости от порядка чередования фаз ротора, 40 или 60 об/сек. Но принцип действия МДП соответствует синхронной машине, поскольку токи в роторе получаются не за счёт скольжения последнего относительно поля статора, а за счёт подачи тока от внешнего источника.
МДП могут работать как в двигательном, так и в генераторном режиме.
Недостатками машин двойного питания являются:
- "качание" ротора, аналогичное "качанию" у обычных синхронных машин, что может вызывать выпадение из синхронизма;
- наличие скользящих контактов для передачи тока на ротор. В отличие от синхронных машин, подаваемая на ротор мощность может достигать половины всей мощности машины (у синхронной машины примерно 1-5%). Эта мощность примерно пропорциональна частоте питающего тока. Этот недостаток удалось устранить в бесконтактной машине двойного питания.

Преимущества машин двойного питания:
- возможность работы с частотой вращения вала 6000 об/мин при питании от промышленной сети и, как следствие, получить удвоенную мощность при тех же размерах, значениях магнитного потока и крутящего момента;
- использование для управления двигателем статических преобразователей половинной мощности;
- возможность удвоения напряжения в генераторе за счёт последовательного соединения обмоток статора и ротора.

Разновидностью МДП является асинхронизированная синхронная машина.

## Бесконтактная машина двойного питания
Один из вариантов БМДП имеет конструкцию, в которой в одном корпусе собраны, практически, 2 синхронные машины. Статор имеет 2 магнитопровода с двумя группами обмоток. На валу установлены 2 ротора, обмотки которых образуют единую цепь.

В общем случае обе машины имеют разное число групп полюсов. Именно это условие обеспечивает возникновение тока в роторе при любых оборотах вала за счет расчетного скольжения. Одна из групп обмоток статора запитывается от сети, а вторая - от генератора частоты, который тоже может быть заменен в нужный момент на подключение от сети.

В зависимости от фазности подключения обмоток, от смещения фаз, от способа соединения обмоток обоих роторов, могут получаться разные скорости синхронного вращения вала.

Недостатком БМДП является примерно в 2 раза меньшая удельная мощность, чем у аналогичных щёточных машин. Но, из-за отсутствия щёточного узла, эта разница меньше.

## Примеры использования
Турбогенераторы. Как правило, имеют высокие обороты ротора: 3000 или 6000 об/мин, что связано с желанием получить большую удельную мощность генератора и турбины. При 6000 об/мин. при использовании обычных синхронных генераторов частота тока кратна  100 Гц. Для получения промышленной частоты 50 Гц требуется преобразователь. Включенные в противофазе обмотки ротора и статора МДП позволяют при 6000 об/мин вырабатывать 50 Гц без использования преобразователя. (Совсем обойтись без преобразователя иногда не удается т. к. генератор связан с турбиной у которой максимальный КПД может находиться на скорости, отличной от 6000 об/мин, например 6100 об/мин. Недостатком является то, что при этом режиме энергия будет отдаваться не только со стороны статора, но и со стороны ротора, что связано со сложностями съёма больших токов ротора через щётки.
Ветроэлектрогенераторы. Для получения на выходе напряжения промышленной частоты и параметров ротор генератора запитывается от инвертора с частотой, равной разности частоты сети и частоты вращения вала генератора. В этом случае мощность инвертора оказывается меньше выходной мощности генератора.
Двигатели. Подача на ротор двигателя частоты сети со сменой фаз, противоположной фазам статора, позволяет получить 6000 об/мин. Двигатель имеет 2 этапа запуска. На первом происходит понижение частоты питания ротора (статора) до 0. Двигатель при этом ничем не отличается от обычного синхронного с возбуждением постоянным током. На 2-м этапе регулятор опять увеличивает частоту до частоты сети, но уже с противоположным чередованием фаз. После достижения двигателем синхронизма регулятор может быть отключен, а ротор запитывается от сети с противоположным чередованием фаз. Существует способ запуска двигателя, когда в качестве генератора переменной частоты применяется второй аналогичный двигатель. После разгона обоих двигателей до частоты, близкой к синхронной, фазные роторы включают в противофазе. После этого тормозят ротор вспомогательного двигателя. Частота тока скольжения возрастает до частоты сети, ротор основного двигателя запитывают от сети, а вспомогательный двигатель отключают.
Преобразователи частоты. МДП могут эффективно выполнять преобразование частот 50-60 Гц. Для этого используются 2 соединённые валами одинаковые МДП (умформеры). Роторы обеих машин запитываются частотой 50 Гц, но с разным чередованием фаз.
Значительный вклад в разработку МДП сделал Ботвинник Михаил Моисеевич.